# Заслуженный артист Латвийской ССР
Заслуженный артист Латвийской ССР (латыш. Latvijas PSR Nopelniem bagātais skatuves mākslinieks) — почётное звание, присваивавшееся Президиумом Верховного Совета Латвийской Советской Социалистической Республики. Учреждено 20 февраля 1941 года. Являлось формой официального признания заслуг выдающихся деятелей искусства, внёсших значительный вклад в развитие культуры и исполнительских искусств на территории республики.

## Условия присвоения
Звание «Заслуженный артист Латвийской ССР» присваивалось высокопрофессиональным деятелям искусства, отличившимся в области театра, музыки, кино, цирка и других видов сценического искусства. Его могли удостоиться:
- актёры драматического и музыкального театра;
- режиссёры театра и кино;
- дирижёры, композиторы, концертмейстеры;
- музыканты-исполнители, вокалисты;
- художественные руководители хоровых, танцевальных и музыкальных коллективов;
- цирковые артисты и другие творческие работники.

Основными критериями присвоения являлись высокий уровень профессионального мастерства, выдающиеся творческие достижения и активное содействие развитию советской культуры в Латвийской ССР.

## История
До учреждения звания «Заслуженный артист Латвийской ССР» в 1941 году, в Латвийской ССР с 1919 года применялась практика присвоения аналогичного звания «Заслуженный артист Республики». Оно вручалось решением коллегий Народного комиссариата просвещения, приказами наркомов просвещения или решениями исполкомов областных и краевых Советов. Эти звания, как правило, носили республиканский характер и не имели единой союзной системы.
Звание «Заслуженный артист Латвийской ССР» стало частью общесоюзной системы почётных званий, утверждённой постановлениями Верховного Совета СССР и союзных республик. Присуждение звания осуществлялось указом Президиума Верховного Совета Латвийской ССР по представлению государственных и творческих организаций.

## Место в системе наград
Звание «Заслуженный артист Латвийской ССР» являлось одной из ступеней признания заслуг в сфере искусства. Более высокой наградой считалось присвоение звания «Народный артист Латвийской ССР», а на общесоюзном уровне — «Народный артист СССР».
Награждённые имели право на получение нагрудного знака установленного образца, а также пользовались определёнными социальными и трудовыми льготами, установленными законодательством СССР и Латвийской ССР.

## Прекращение присвоения
После восстановления государственной независимости Латвии в 1991 году звание «Заслуженный артист Латвийской ССР» было упразднено. Вместо него в новой системе наград Латвийской Республики было учреждено звание «Заслуженный артист Латвии» (латыш. Latvijas Nopelniem bagātais mākslinieks). В то же время, государственные органы Латвии признавали за ранее награждёнными гражданами соответствующие права и льготы, предусмотренные законодательством Латвийской ССР и СССР.

## Известные лауреаты
- Берзиньш, Рудольф — камерный певец, режиссёр, педагог (первый награждённый, 1942)
- Ливмане, Аквелина — актриса (последняя награждённая, 1989)

Полный перечень см. в статье Список заслуженных артистов Латвийской ССР.